# Geotropismo
Il geotropismo o gravitropismo è lo stimolo esterno percepito dalle piante che permette il riconoscimento della direzione della forza di gravità. Indirettamente quindi dà alla pianta la capacità di orientarsi verticalmente nello spazio.
Lo stimolo è principalmente percepito dagli statoliti, un particolare tipo di amiloplasti: plastidi con funzione di riserva (principalmente amido).

## Classificazione
- il movimento per cui le radici si dispongono nella posizione del filo a piombo verso il centro della Terra si chiama geotropismo positivo;
- il movimento per cui gli organismi vegetali si dispongono nella stessa posizione e direzione del filo a piombo ma in verso opposto al centro della Terra si chiama geotropismo negativo.